# 監護工
臺灣之監護工，或稱看護工，即接受正式90小時職前培訓領有結業證書者，或持有照顧服務技術士證者，則稱為照顧服務員，是一份照顧身體或心智不便之人（例如身心障礙者）的進食、移動、上廁所、洗澡等等生活起居事項的工作。這是一項長時間、長期與人接觸的工作。

## 具體情況
監護工接受正式90小時職前培訓領有結業證書者，或持有照顧服務技術士證者，稱為照顧服務員。

### 家庭監護工
2006年1月1日起，台灣家庭如要申請監護工，必須先經過醫院醫療團隊評估（持有重度身心障礙手冊者除外）。如果認定為有全日24小時照顧需求，則由地方長期照顧管理中心推介人力。長照中心也負責提供補助、就業推介、確認服務結果等工作。
監護工人力來自本籍與外籍勞工。2006年12月30日修訂之《雇主聘僱外國人許可及管理辦法》規定，在需求家庭聘僱外勞之前，長照中心必須先推介本國籍照顧服務員；有正當理由無法滿足照顧需求而未能推介成功者，得向中央主管機關勞委會職訓局申請聘僱外國籍家庭看護工；政府會補助雇用本國籍勞工的家庭。

#### 外籍監護工申請資格

##### 被照護者資格
1. 被看護者年齡未滿80歲，巴氏量表評估35分以下或需要24小時照護者。
2. 被看護者年齡年滿80歲以上，巴氏量表評估60分以下者。
3. 被看護者年滿85歲以上，巴氏量表評估輕度依賴照護。
4. 經醫療專業診斷巴氏量表為0分且於6個月內病情無法改善。
5. 被看護者非有全日或嚴重依賴照護需要。
6. 特定身心障礙重度等級項目之一者。

| 1.平衡機能障礙            | 2.軀幹障礙                                  |
| 3.智能障礙                | 4.植物人                                    |
| 5.失智症                  | 6.自閉症                                    |
| 7.染色體異常              | 8.先天代謝異常                              |
| 9.其他先天缺陷            | 10.肢體障礙（巴金森氏症）                   |
| 11.肢體障礙（運動神經元） | 12.多重障礙(至少具有前11項身心障礙項目之一) |
- 2011年9月16日勞委會公告修正「外國人從事就業服務法第46條第1項第8款至第11款工作資格及審查標準」第22條附表五，9月18日起生效，增加肢體障礙（限運動神經元或是巴金森氏症等二類疾病）項目。[1]
- 2012年9月17日勞委會17日公告，80歲以上老人其巴氏量表評估為嚴重依賴（60分以下），放寬申請外籍家庭看護工資格，19日正式生效，將有3.3萬人受惠；另對於被查獲將外籍看護工指派從事許可以外工作，或是未經許可變更外勞工作地點，勞委會將限期要求病患重新診斷病情，以確定是否仍須外籍看護工照料。[2]
- 2015年8月，雖然普及照顧政策聯盟及中華民國老人福利推動聯盟等團體一再陳情抗議，開放85歲以上輕度失能老人申請外籍看護工，將造成弱勢女性沒工作；勞動部仍持續完成修法，8月6日公告放寬85歲以上輕度失能者申請聘僱外勞之資格，8月8日生效實施，約3.5萬人受惠。[3]

##### 雇主資格
1. 配偶
2. 直系血親
3. 三親等內之旁系血親
4. 一親等之姻親
5. 祖父母與孫媳婦或祖父母與孫女婿

## 另見
- 香港之保健員，類似工種
- 日本称之为「介護福祉士（日语：介護福祉士）」（KaiGo），并设立对应的职业准入规则，以及吸引外籍介护劳力[4][5]